# Textiltechnik
Die Textiltechnik umfasst die Technik der Verarbeitung von Textilfaserstoffen zu Textilien.  Die zugehörige Berufsbezeichnung ist Textilingenieur.
Dazu gehören in der Reihenfolge ihrer Durchführung:
- die Spinnstoffaufbereitung wie Haspeln und Waschen von Seide, Entfetten und Karbonisieren von Wolle  und das Kardieren und Kämmen von tierischen und pflanzlichen Fasern sowie Chemiefasern,  gegebenenfalls Bleichen und Färben
- das Spinnen von Fasern zu Garn, gegebenenfalls Bleichen und Färben
- Herstellung von Flächengebilden aus Garnen durch
  - Weben
  - maschenbildende Verfahren wie Stricken, Wirken, Häkeln, Nadelbinden
  - Flechten und Knüpfen
  - oder sonstige Produktionstechniken.
- Herstellung von Flächengebilden aus Fasern durch
  - Filzen
  - Vliesstofferzeugung.
- Textilveredelung bzw. Ausrüstung unter anderem durch Bleichen, Färben oder Bedrucken, Imprägnieren oder Walken
- Herstellung von textilen Endprodukten wie Kleidung, Heimtextilien, Technische Textilien durch Nähen bzw. Konfektion
- Verzierung z. B. durch Sticken, Aufnähen von Appliken wie Spitzen, Posamenten
- Textilpflege der Endprodukte z. B. durch Waschen und Stopfen.

Alle diese Techniken konnten bzw. können sowohl handwerklich, in Manufaktur oder industriell durchgeführt werden.
Zu den bedeutenden Textilingenieuren gehörte etwa der 1901 im Hamburg geborene Walther Wegener, der unter anderem als ordentlicher Professor für Textiltechnik von 1952 bis 1969 an der TH Aachen wirkte.